# Urszula Augustyniaková
Urszula Anna Augustyniak (* 8. května 1950 Varšava) je polská historička.

## Životopis
Specializuje se na historii kultury v novověku. V letech 1991–1993 byla proděkankou na Fakultě historie Varšavské univerzity. Je členkou výboru historických věd Polské akademie věd.

## Dílo
- Informacja i propaganda w Polsce za Zygmunta III (1981)
- Koncepcje narodu i społeczeństwa w literaturze plebejskiej od końca XVI do końca XVII wieku (1989)
- Testamenty ewangelików reformowanych w Wielkim Księstwie Litewskim (1992)
- Skarb litewski za pierwszych dwu Wazów : 1587–1648  (1994)
- Wazowie i „królowie rodacy“ : studium władzy królewskiej w Rzeczypospolitej XVII wieku (1999)
- Dwór i klientela Krzysztofa Radziwiłła (1585–1640) : mechanizmy patronatu (2001)
- W służbie hetmana i Rzeczypospolitej : klientela wojskowa Krzysztofa Radziwiłła (1585–1640) (2004)
- Historia Polski 1572–1795 (2008)